# Heidenreich Ludwig Droste zu Vischering
Heidenreich Ludwig Droste zu Vischering (* vor 1678; † 23. März 1723 in Münster) war Domherr und Domscholaster in Münster.

## Leben

### Herkunft und Familie
Heidenreich Ludwig Droste zu Vischering wuchs als Sohn der Eheleute Heidenreich Droste zu Vischering (1616–1678) und Anna Lülsdorf zum Haan (1625–1710) zusammen mit seinen Geschwistern Adolf Heidenreich († 1724), Christoph Heidenreich (1652–1724) und Jobst Gottfried († 1729) in einer der ältesten und bedeutendsten westfälischen Adelsfamilien auf. Zahlreiche katholische Würdenträger sind aus dieser Familie hervorgegangen. Auch stellte sie über mehr als zweihundert Jahre die Amtsdrosten in den Ämtern Ahaus und Horstmar.

### Werdegang
Am 2. Mai 1664 erhielt Heidenreich Ludwig mit der Tonsur die Weihe zum Subdiakon. Er studierte zwei Jahre an der Universität Freiburg und wurde 1669 Dompräbendar durch Verzicht seines Vorgängers Ferdinand von Bocholtz, in deren Besitz er bis zur Übergabe an seinen Neffen Heidenreich Matthias im Jahre 1721 blieb. Am Dom zu Osnabrück besaß er ebenfalls diese Rechte, die er auch seinem Neffen übertrug. Am 5. April 1669 wurde er auf die Geschlechter Droste, Lülsdorf, Raesfeld und Quadt aufgeschworen. Ab 1684 war er Archidiakon in Stadtlohn. Nach der Wahl Friedrich Christians von Plettenberg zum Bischof erhielt er die Obödienz Lembeck und nach dem Tode des Bischofs am 24. Juli 1687 die Ernennung zum Assessor der Landschaftspfennigkammer. Die Wahl zum Domscholaster folgte am 4. September 1687. Droste nahm das Amt an und bat, sein Archidiakonat in Stadtlohn behalten zu dürfen. Die bischöfliche Bestätigung kam am 24. September 1689. Dabei wurde die Frage der Kompatibilität der Ämter Domscholaster/Archidiakon offen gelassen. Heidenreich Ludwig wollte, weil die Einkünfte aus der Scholasterei gering waren, keinesfalls auf das Archidiakonat verzichten. Im Mai 1699 tat er dies dennoch, weil er nach dem Tod Wilhelm von Fürstenbergs das freigewordene Archidiakonat Billerbeck in seinen Händen haben wollte. Am 25. April 1690 wurde er zum Hofkammerpräsidenten bestellt. Nach der erfolglosen Kandidatur zur Wahl des Dompropstes im Jahre 1700 wurde er ein Jahr später Geistlicher Vater und Apostolischer Syndikus des Kapuzinerkonvents Münster und im Jahre 1703 Domsenior und Präses der bischöflichen Kammer. Am 5. Mai 1722 setzte er u. a. seine Brüder Adolf Heidenreich und Jobst Gottfried und seinen Neffen Adolf Heinrich (* 1692) zu seinen Testamentsvollstreckern ein. Am Morgen des 23. März 1723 starb Heidenreich Ludwig.

### Sonstiges
Im Juli 1683 war Heidenreich Ludwig als domkapitularischer Deputierter im Amt Werne unterwegs, als er auf einer Jagd einen großen Bären fing, den ihm das Domkapitel zur freien Verfügung überließ.